# Ручейки (Владимирская область)
Ручейки — село в Юрьев-Польском районе Владимирской области России, входит в состав Красносельского сельского поселения.

## География
Село расположено на берегу реки Колокша в 5 км на северо-запад от райцентра города Юрьев-Польский.

## История
В XIX — начале XX века село называлось Пьянцыно и входило в состав Ильинской волости Юрьевского уезда, с 1925 года — в составе Юрьевской волости Юрьев-Польского уезда Иваново-Вознесенской губернии. В 1859 году в селе числилось 64 двора, в 1905 году — 74 двора.
С 1929 года село являлось центром Пьянцынского сельсовета Юрьев-Польского района, с 1940 года — в составе Ильинского сельсовета, с 1959 года — в составе Дроздовского сельсовета, с 1963 года — в составе Красносельского сельсовета, с 2005 года — в составе Красносельского сельского поселения.
В 1966 году село Пьянцыно было переименовано в Ручейки.

## Население
| 1859 | 1905 | 2002 | 2010 | 2021 |
| ---- | ---- | ---- | ---- | ---- |
| 398  | ↗429 | ↘2   | →2   | ↘0   |